# Université technique d'Ilmenau

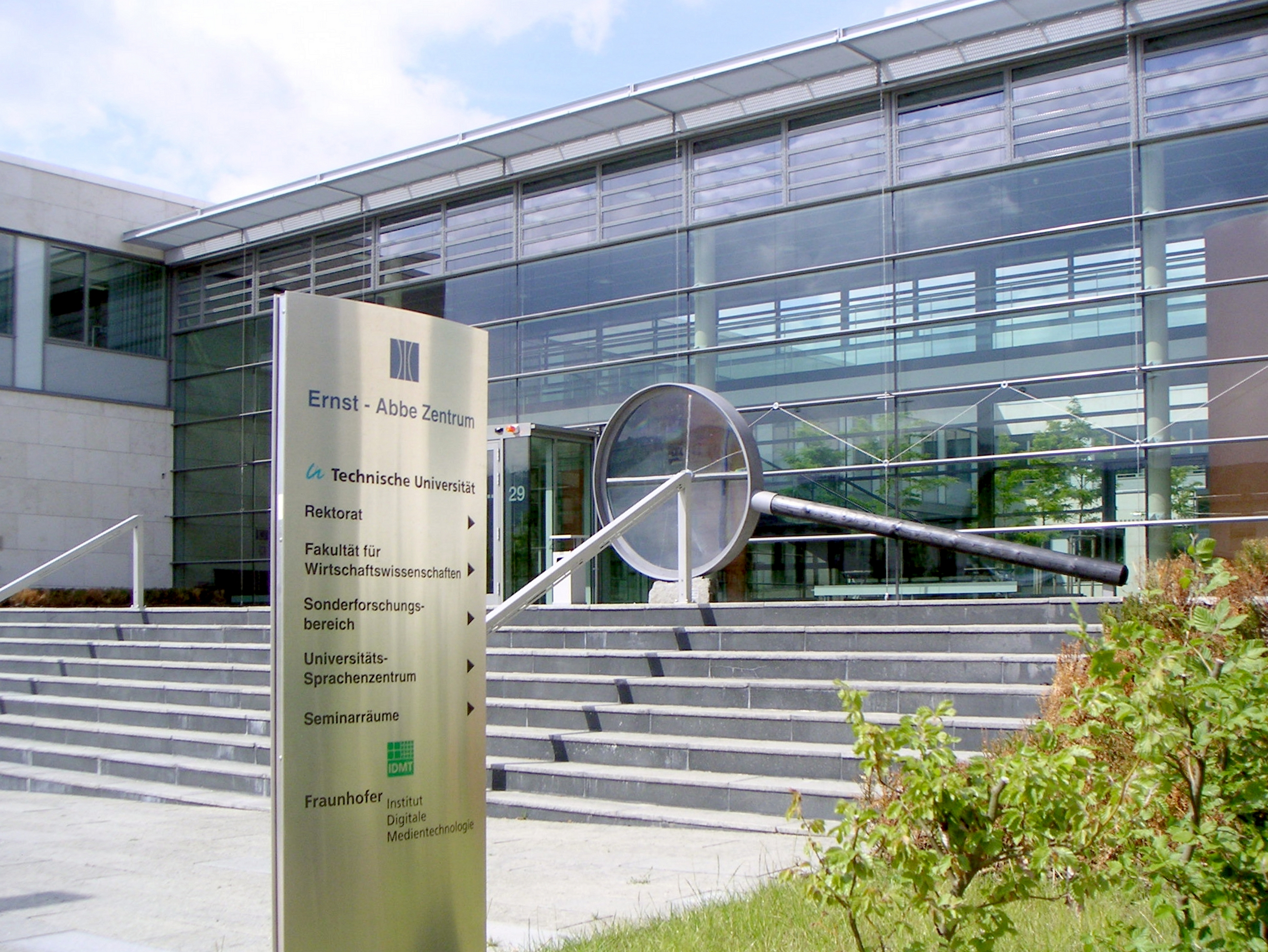
Centre Ernst Abbe (présidium)

L'Université technique d'Ilmenau est une université de l'État libre de Thuringe à Ilmenau. Elle compte cinq facultés et propose 19 licences et 25 cours de master. Il existe également 11 programmes de double diplôme avec des universités partenaires internationales.  La recherche et l'enseignement sont fortement influencés par l'ingénierie et se caractérisent par le lien étroit de l'ingénierie avec l'économie et les médias, avec les mathématiques et avec les sciences naturelles.

## Les facultés
- génie électrique et informatique
- Informatique et automatisation
- génie mécanique
- mathématiques et sciences naturelles
- économie et médias

## Axe de recherche

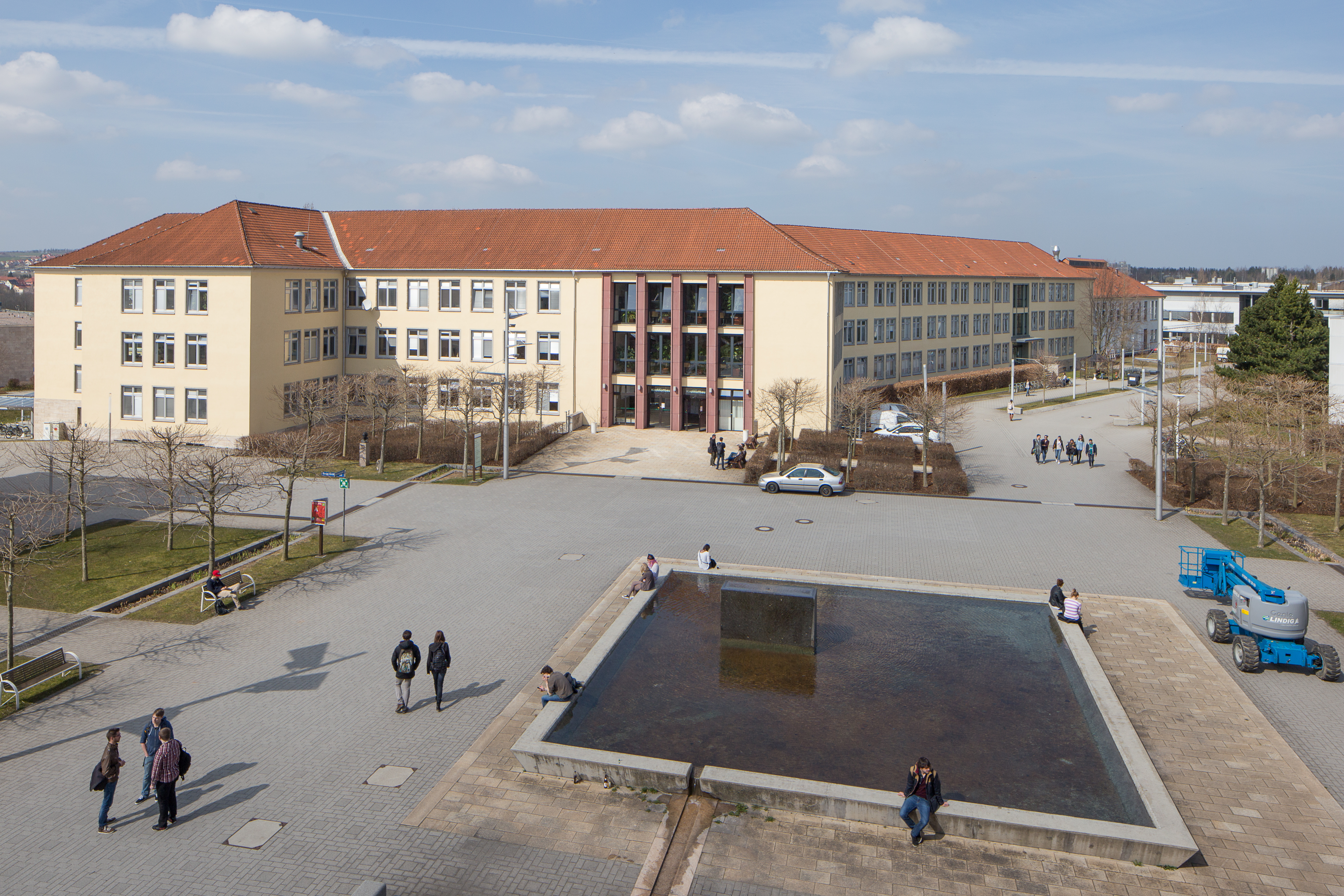
Gustav-Kirchhoff-Platz du sud avec fontaine et bâtiment Kirchhoff

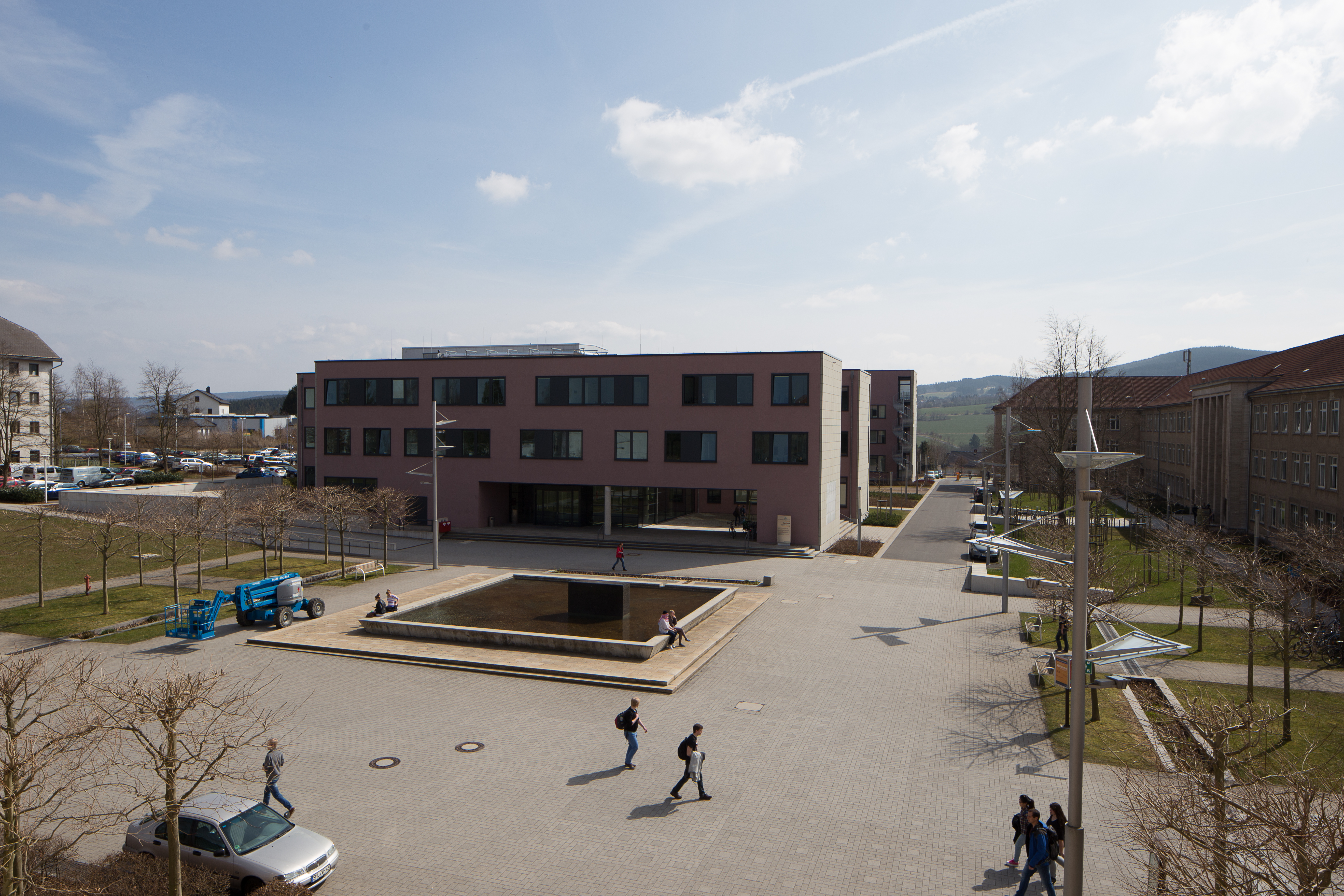
Zusebau (Faculté d'informatique et d'automatisation)

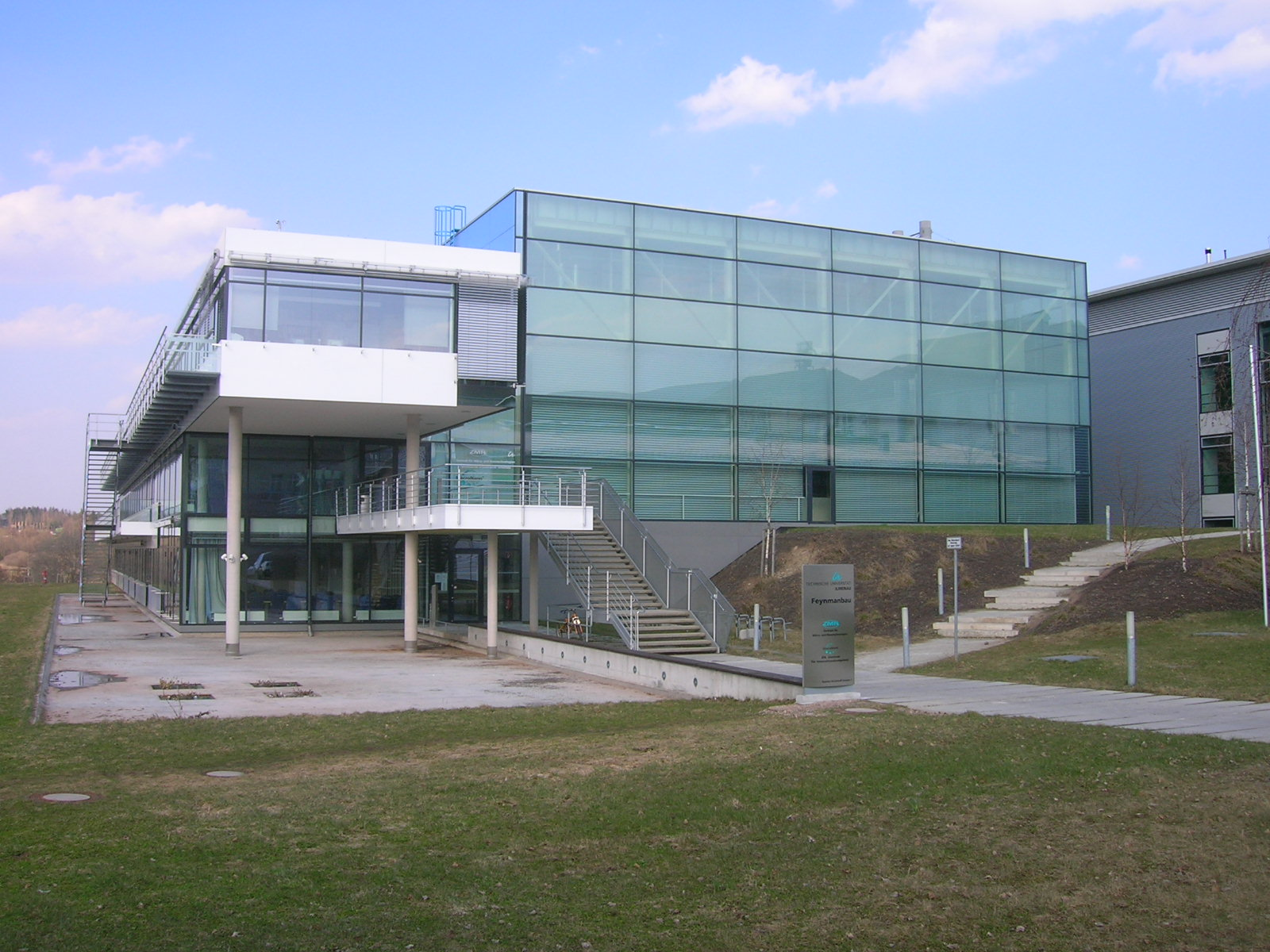
Feynmanbau (Centre de micro et nanotechnologie)

La coopération interdisciplinaire traditionnellement forte entre les scientifiques de six instituts interfacultaires se concentre sur trois lignes de profil:
- Matériaux et technologies fonctionnels
- Capteurs intelligents et technologie de mesure de précision
- Systèmes complexes et ingénierie à forte intensité de données

La recherche se concentre sur l'énergie, la technologie de production et de mesure, les micro et nanotechnologies, les technologies de communication, les médias et les sciences naturelles classiques.
En 2004, l'université a été admise à la Fondation allemande pour la recherche. Dans le centre de recherche interdisciplinaire DFG Collaborative Research Center (SFB) "Neuroelectronics: Biologically Inspired Information Processing", dans lequel la TU Ilmenau est impliquée avec trois sous-projets et trois postes de doctorat, des chercheurs de l'université de diverses disciplines travaillent sur les aspects scientifiques et techniques bases pour le développement et la réalisation d'électronique économe en énergie le modèle du cerveau humain. L'école doctorale interdisciplinaire "Top and laser-based 3D nanofabrication in extensive macroscopic working areas" (3D-NanoFab) offre aux jeunes scientifiques la possibilité de mener des recherches spécialisées de haut niveau dans un programme de recherche et de qualification et de faire un doctorat au plus haut niveau.
La recherche à la TU Ilmenau est renforcée par un certain nombre d'instituts de recherche non universitaires locaux, tels que le Fraunhofer Institute for Digital Media Technology (IDMT), le Fraunhofer Application Center for System Technology (AST) et une branche du Fraunhofer Institute for Integrated Circuits (IIS).
La coopération avec ces instituts de recherche ainsi qu'avec les instituts affiliés de la TU Ilmenau - l'Institut de recherche CiS pour les microcapteurs GmbH, l'Institut pour la technologie de mesure des bioprocédés et de l'analyse e. V. (iba), l'Institut pour les systèmes microélectroniques et mécatroniques à but non lucratif GmbH (IMMS GmbH) et l'Institut de Thuringe pour la recherche textile et plastique Rudolstadt e. V. (TITK) -, les sociétés de transfert Steinbeis, les clusters de Thuringe et d'autres réseaux internationaux et nationaux élargissent le potentiel de transfert existant.
.L'université fournit à ses partenaires des sciences, des affaires, de la politique, de la société et de la culture du personnel, des droits de propriété intellectuelle et des infrastructures technologiques dans quatre centres technologiques :
• Centre de Micro et Nano Technologies - ZMN
• Centre de recherche sur la mobilité - ThIMo
• Centre de technologie énergétique - ZET
• I3TC – Centre de technologies immersives interactives d'Ilmenau

## Histoire

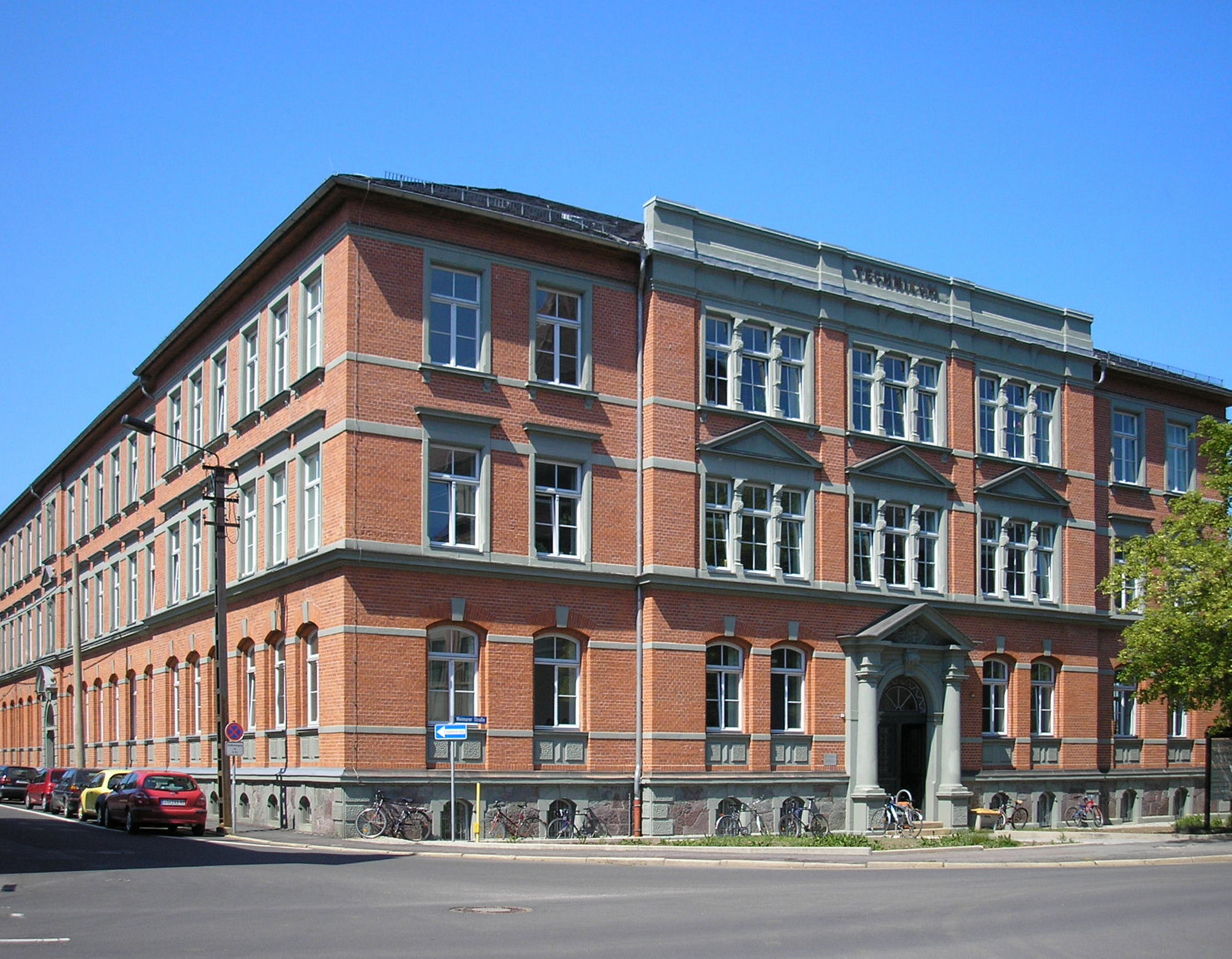
Le centre technique (Curiebau), construit en 1894

L'histoire de cette université a commencé en 1894 avec la création du Thüringisches Technikum Ilmenau, un établissement d'enseignement privé fondé par Eduard Jentzen et dirigé par Georg Schmidt de 1903 à 1948. En 1895, le premier bâtiment d'enseignement propre est construit au centre-ville, l'ancien centre technique (actuel bâtiment Curie), qui est agrandi par des extensions en 1896, 1898 et 1901. En 1926, il a été suivi par le nouveau centre technique (aujourd'hui Faradaybau). La même année, le Thuringian Technikum Ilmenau a été rebaptisé Ilmenau Engineering School.

Après la Seconde Guerre mondiale, il est nationalisé en 1947 et transformé en école technique d'électrotechnique et de mécanique en 1950. Après une décision du Conseil des ministres de la RDA de créer des universités spéciales, le 16. Septembre 1953, l'Université de génie électrique (HfE) a ouvert ses portes à Ilmenau. Les 268 premiers élèves/étudiants étaient inscrits. Avec la pose de la première pierre du bâtiment Helmholtz au 2. Le 19 mai 1956, de nombreux bâtiments d'enseignement ont été érigés sur l'Ehrenberg, à environ deux kilomètres à l'est du centre d'Ilmenau, qui ont longtemps façonné l'image de l'université. En 1963, la HfE a reçu le statut d'université technique (TH), après évaluation et restructuration, elle a été élevée au rang d'université technique (TU) en 1992. Dans les années 1980, le système d'exploitation KOBRA a été développé avec la moissonneuse-batteuse Robotron. Enfin, en 1985, ils développent et commercialisent un kit informatique, le GDC1, partiellement compatible avec le Sinclair ZX Spectrum.

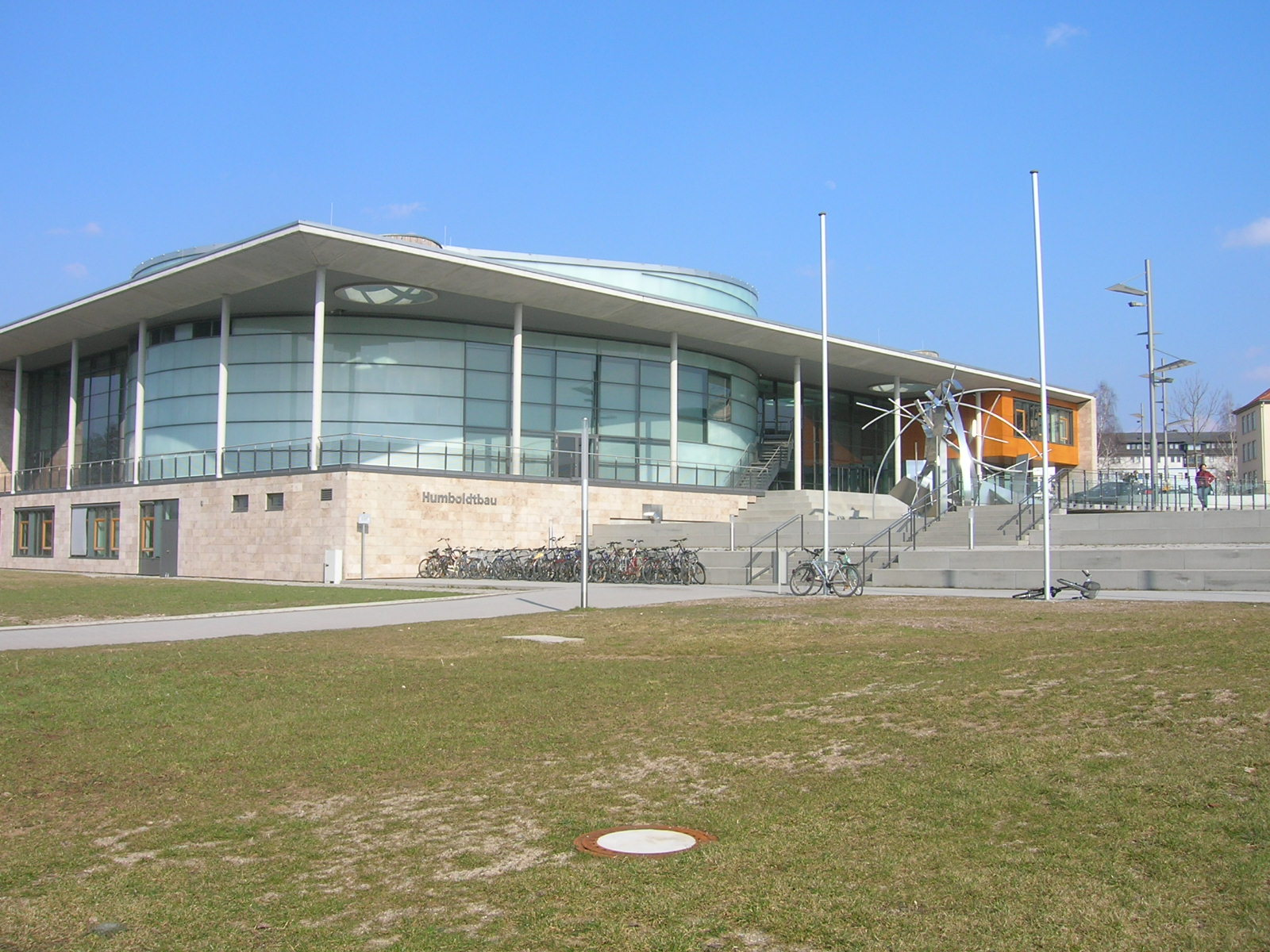
Le bâtiment Humboldt de 2004 avec l' Audimax sur le campus TU

Après le succès d'un projet pilote, la technologie des médias électroniques, lancé en 1994 dans le cadre de la formation diplômante en génie électrique, une formation universitaire indépendante en technologie des médias a été introduite en 1996, la première et la seule du genre (aujourd'hui poursuivie en licence et master). cours de maîtrise), flanqué de l'inclusion d'études appliquées aux médias et de gestion des médias axées sur les sciences sociales en plus des cours d'ingénierie industrielle. L'informatique des médias est restée une matière dans le cursus de diplôme en informatique.

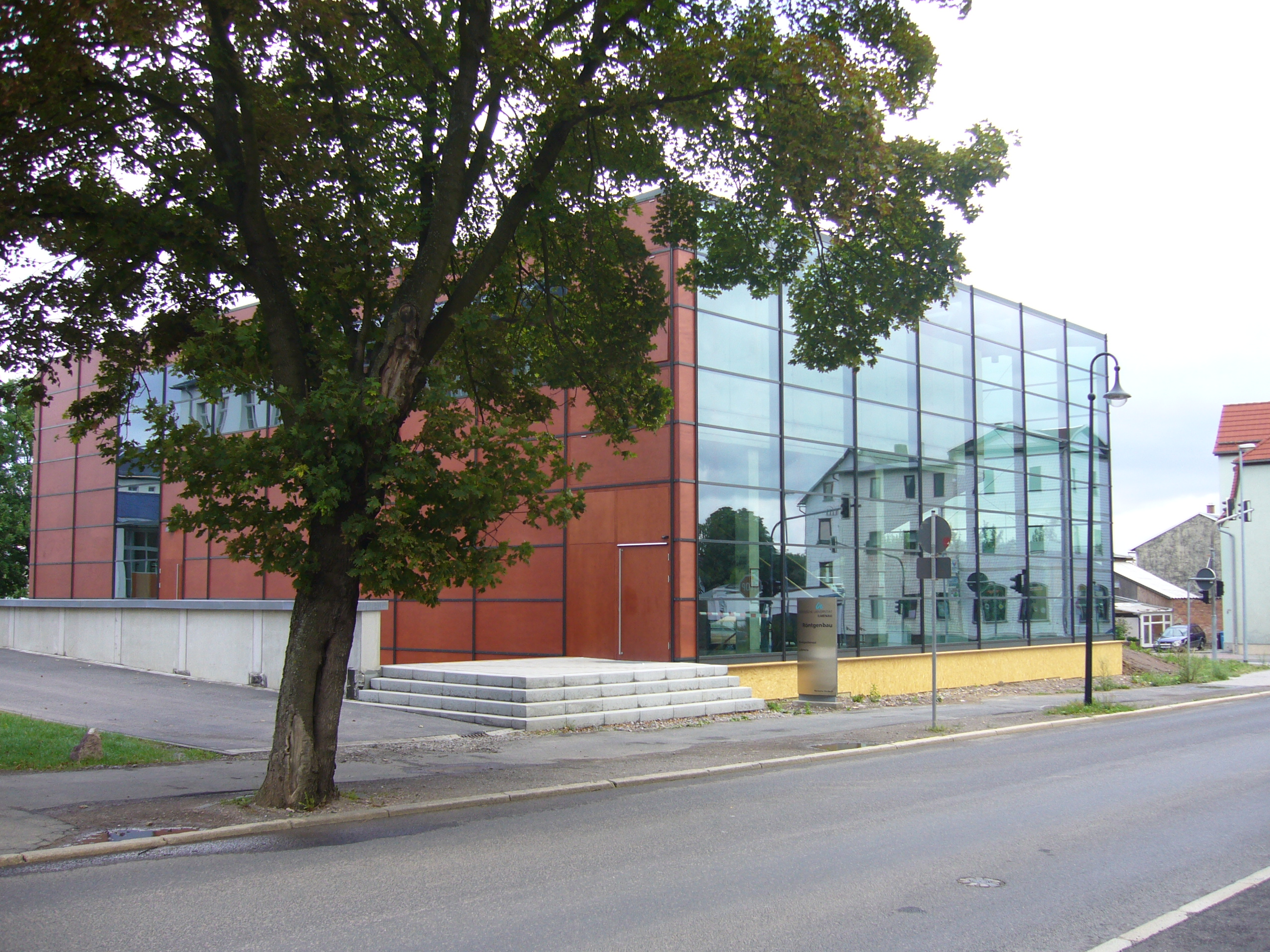
Bâtiment de radiologie avec amphithéâtre expérimental

Depuis 2006, l'université est la première université allemande à annoncer une chaire de jeux informatiques et vidéo.
Au début du semestre d'hiver 2005/06, les réformes du système d'enseignement supérieur allemand associées au processus de Bologne ont également été mises en œuvre à la TU Ilmenau. La structure des études a été réorganisée et les anciennes formations diplômantes ont été converties en licences et masters étagés.
De nombreuses années de coopération scientifique internationale sont à la base de projets communs de formation d'étudiants tels que la faculté d'ingénierie allemande fondée en 2007 à la TU Ilmenau de l'Institut énergétique de Moscou. En 2013, la TU Ilmenau et l'Université Otto-von-Guericke de Magdebourg ont signé un contrat avec l'Université nationale de recherche technique de Kazan pour coopérer à la création d'un Institut germano-russe des technologies avancées (GRIAT).
le 18 Le 1er mai 2020, l'ancien vice-recteur aux sciences, Kai-Uwe Sattler, a été élu président par intérim, en remplacement du recteur Peter Scharff, en poste depuis 2004, à partir de la mi-juin 2020.  le 15 Le 1er décembre 2020, Sattler a été élu président à part entière par l'assemblée universitaire.

## Logo
Le logo remonte à l'époque d'une université technique et a été conçu par la graphiste d'Ilmenau Johanna Krapp. Le lettrage doit représenter les trois lettres minuscules thi comme abréviation de l'Université technique d'Ilmenau. Le logo a été conservé par la direction de l'université après la conversion en université.

## Campus
Le campus est situé sur l' Ehrenberg à l'est de la ville et porte le nom du recteur fondateur Hans Stamm. C'est là que se trouvent la plupart des bâtiments universitaires, les dortoirs du Studierendenwerk Thüringen et la crèche Studentenflöhe. Les bâtiments Curie, Faraday, Helios et Röntgen forment un deuxième campus plus petit sur la Weimarer Strasse, le Georg Schmidt Technikum.

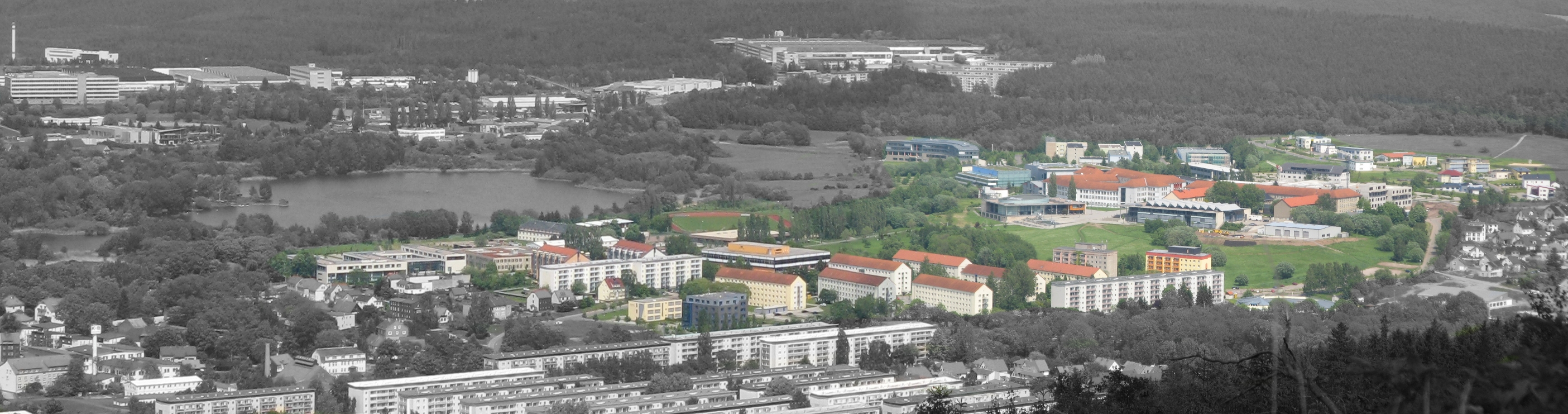
Campus universitaire de la TU Ilmenau avec des installations d'enseignement et de recherche, des dortoirs et des infrastructures liées à l'université

## Vie associative
Diverses associations étudiantes sont actives sur le campus, ce qui a un impact important sur la vie étudiante. À la TU Ilmenau, la radio hsf est la plus ancienne station de radio étudiante d'Allemagne et l' association de recherche pour les médias électroniques. exploite le plus grand réseau étudiant autonome de Thuringe. Le SWING à la TU Ilmenau e. V. est un groupe universitaire du VWI et de l'ESTIEM et organise chaque année l'un des plus grands salons de l'emploi en Allemagne centrale avec l'inova. L' ISWI . organise la Semaine internationale des étudiants à Ilmenau tous les deux ans depuis 1993. Le Starcraft e. V. est l'équipe Formula Student de l'université et conçoit et fabrique ses propres voitures de course pour des événements internationaux depuis 2006. L'association Ilpuls organise depuis 2017 un festival de musique écologiquement durable. Les quatre clubs étudiants bi-Club, BH-Club, bc-Club, BD-Club et le bc-student café ont fusionné pour former le Ilmenauer Studentenclub. fusionné. Il existe diverses communautés confessionnelles étudiantes à Ilmenau, notamment la communauté universitaire catholique d'Ilmenau, la communauté étudiante évangélique d'Ilmenau, la mission étudiante en Allemagne et une communauté musulmane.

## Enseignement
(B = licence, M = maîtrise, D = diplôme)
| - Études appliquées des médias et de la communication (B) - Administration des affaires avec orientation technique (B) - Génie biomédical (B, M) - Chimie biotechnique (B, M) - Communications et traitement du signal (M) - Ingénierie des systèmes d'alimentation électrique et de contrôle (M) - Électrochimie et galvanoplastie (M) - Génie électrique et technologie de l'information (B, M) - Technologie des véhicules (B, M) - Informatique (B, M) | - Ingénierie Informatique (B, M) - Économie des affaires internationales (M) - génie mécanique (B, M) - Mathématiques (B) - Mathématiques et mathématiques commerciales (M) - Mécatronique (B, M) - Sciences des médias et de la communication (M) - Technologie des médias (B, M) - Économie des médias (B, M) - Micro- et Nanotechnologies (M) | - Biotechnologie miniaturisée (M) - Technologie des systèmes optiques (M) - Baccalauréat polyvalent avec option formation des enseignants des écoles professionnelles (B) - Technologie de l'énergie régénérative (M) - Recherche en génie informatique et des systèmes (M) - Cybernétique technique et théorie des systèmes (B, M) - Physique technique (B, M) - Science des matériaux (B, M) - Informatique de gestion (B, M) - Génie industriel (B, M) |